# 貴船神社 (羽島市正木町森)
貴船神社（きふねじんじゃ）は、岐阜県羽島市正木町森に鎮座する神社（貴船神社）。
尾張国中島郡式内社の川曲神社であるとの言い伝えがある。

## 概要
創建時期は不詳。一説では、元は中島郡曲利村（後の中島郡曲利村。現・羽島市正木町曲利899）に鎮座していたが、葉栗郡森村（後の羽栗郡森村）に遷宮する。時期は不明だが、曲利村の元鎮座地には森村の貴船神社を勧請し、貴船神社を創建している。また、曲利村の別の貴船神社や、坂丸村、不破一色村の貴船神社は、森村の貴船神社から勧請したという。別の説では寛永十九年（1642年）に大浦村、坂丸村、一色村、曲利村が勧請し、貴船五社大明神として創建したという。
1873年（明治6年）に郷社となり、羽栗郡森村、大浦村、坂丸村、不破一色村、及び中島郡曲利村の産土神社となる。

## 祭神
- 水波能売神

## 文化財
貴船神社の御神像
- 如意輪観音像などの6躯の木像。損傷は激しいが、鎌倉時代の作と推定される[3]。
- 1961年（昭和36年）12月18日、羽島市の有形文化財に指定される[4]。